# Śūnyatā
Śūnyatā, terme sanskrit, (devanāgarī: शून्यता ; en pāli suññatā, en chinois kōng 空, en tibétain : སྟོང་པོ་ཉིད་, Wylie : stong pa nyid, THL : tongpa nyi), désigne dans le bouddhisme la « vacuité ultime des réalités intrinsèques ». C'est-à-dire la vacuité des êtres et des choses, leur absence d'être en soi (anātman) et de nature propre (svabhāva), autrement dit l'inexistence de toute essence, de tout caractère fixe et inchangeant. Elle s'applique aux choses aussi bien qu'aux pensées et aux états d'esprits. Elle est beaucoup liée à l'ainsité (tathātā).

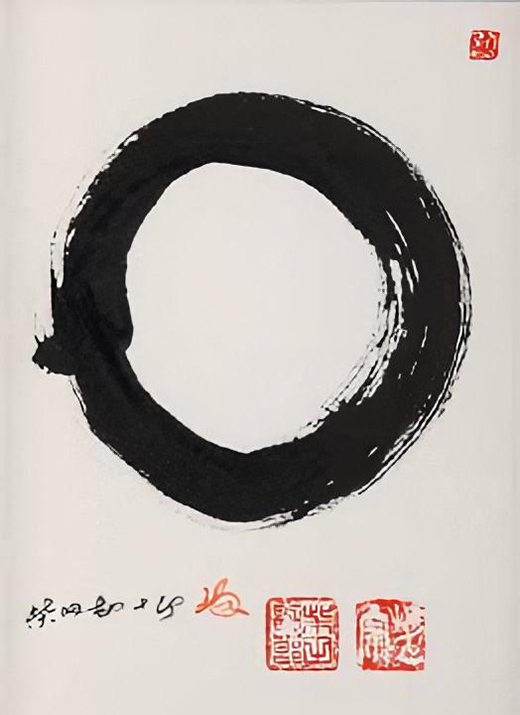
L’Enso est le symbole de la vacuité dans le bouddhisme zen.

## Tentative d'approche
La vacuité est un terme qui peut être mal interprété. Ainsi, Ringou Tulkou Rimpotché en parle en ces termes:

« Selon le bouddhisme, tout est en essence vacuité (śūnyatā), tant le samsâra que le nirvāṇa. Śūnyatā ne signifie pas « vide ». C'est un mot très difficile à comprendre et à définir. C'est avec réserve que je le traduis par « vacuité ». La meilleure définition est, à mon avis, « interdépendance », ce qui signifie que toute chose dépend des autres pour exister. [...] Tout est par nature interdépendant et donc vide d'existence propre. »

— Ringou Tulkou Rimpotché, "Et si vous m'expliquiez le bouddhisme ?" Éditeur J'ai Lu, août 2004
D’autres bouddhistes francophones disent que « La vacuité ne vide pas les choses de leur contenu, elle est leur véritable nature ». Il ne s'agit donc pas de nihilisme. Dans la Prajñānāma mūla madhyamaka kārikā, dit Traité du Milieu, Nāgārjuna affirme quant à lui que « nous appelons vacuité ce qui apparaît en dépendance », et dans le Vigrahavyāvartanī, il affirme que « śūnyatā n’est pas de l’ordre de la privation ou de l’absence », ce pourquoi Alexis Lavis préfère à la traduction par vacuité d’usage courant celle de vacance qui pointe davantage vers une forme de disponibilité, de liberté ouverte correspondant mieux au sanskrit et à la signification plus spécifique que lui confère le bouddhisme.
Selon la thèse de la vacuité, les phénomènes se définissent non pas par une nature propre, une chose en soi qui leur appartiendrait en propre, mais uniquement par l'ensemble des rapports qu'ils ont entre eux : ils ne tiennent pas leurs propres caractéristiques d'eux-mêmes. Dans cette perspective, parler d'un phénomène isolé n'est donc l'effet que d'une convention de langage. Bien que notre esprit ne puisse se passer d'une telle convention, cette disjonction n'a pas d'être propre, son existence dépend d'autres phénomènes qui ne peuvent être simultanément appréhendés du fait de limites cognitives. Selon Francisco Varela « il n’y a rien à saisir qui ferait des personnes et des phénomènes ce qu’ils sont ».
Cependant, il serait erroné de ramener exclusivement la vacuité bouddhique à l'idée d'interdépendance ou de relativité : la vacuité n'est pas un concept qui relève seulement de la pensée discursive, elle est destinée d'abord à ouvrir l'intuition métaphysique (prajñā) du pratiquant. Il s'agit de comprendre qu'il y a une différence fondamentale entre la façon dont nous percevons le monde, y compris nous-même, et la réalité de ce monde. Le réalisme naïf, qui voit le monde comme peuplé d'entités autonomes, séparées et durables, objectivement existantes, est ici déclaré comme une erreur métaphysique que la prajñā, à mesure qu'elle se développe, permet de dissiper, par la vue directe de śūnyatā ; par exemple au moyen de vipassana bhavana. C'est une perception directe, non duale et non-intellectuelle, de la nature des phénomènes :

« La vacuité n'est ni le néant ni un espace vide distinct des phénomènes ou extérieur à eux. C'est la nature même des phénomènes. Et c'est pour cela qu'un texte fondamental du bouddhisme, le Soûtra du Cœur, dit : "La vacuité est forme et la forme est vacuité". D'un point de vue absolu, le monde n'a pas d'existence réelle ou concrète. Donc, l'aspect relatif, c'est le monde phénoménal, et l'aspect absolu, c'est la vacuité. […] Les phénomènes surgissent d'un processus d'interdépendance de causes et de conditions, mais rien n'existe en soi ni par soi. La contemplation directe de la vérité absolue transcende tout concept intellectuel, toute dualité entre sujet et objet. »

— Le Moine et le Philosophe, Jean-François Revel, Matthieu Ricard,  1997
L'absence de nature propre est en fait une interprétation possible de la notion de vacuité. C'est l'interprétation la plus courante, enseignée par le Madhyamaka. D’autres écoles bouddhistes proposent des interprétations différentes. Par exemple dans l'école idéaliste du Cittamātra, la vacuité correspond à l'absence de dualité entre sujet et objet, cette dualité n'étant qu'une construction conceptuelle (parikalpita), les phénomènes n'ayant ni caractéristique inhérente (lakshana-nihsvabhavata), ni production inhérente (utpatti-nihsvabhavata), ni caractère ultime inhérent (paramartha-nihsvabhavata).[réf. souhaitée]

## Dans le bouddhisme

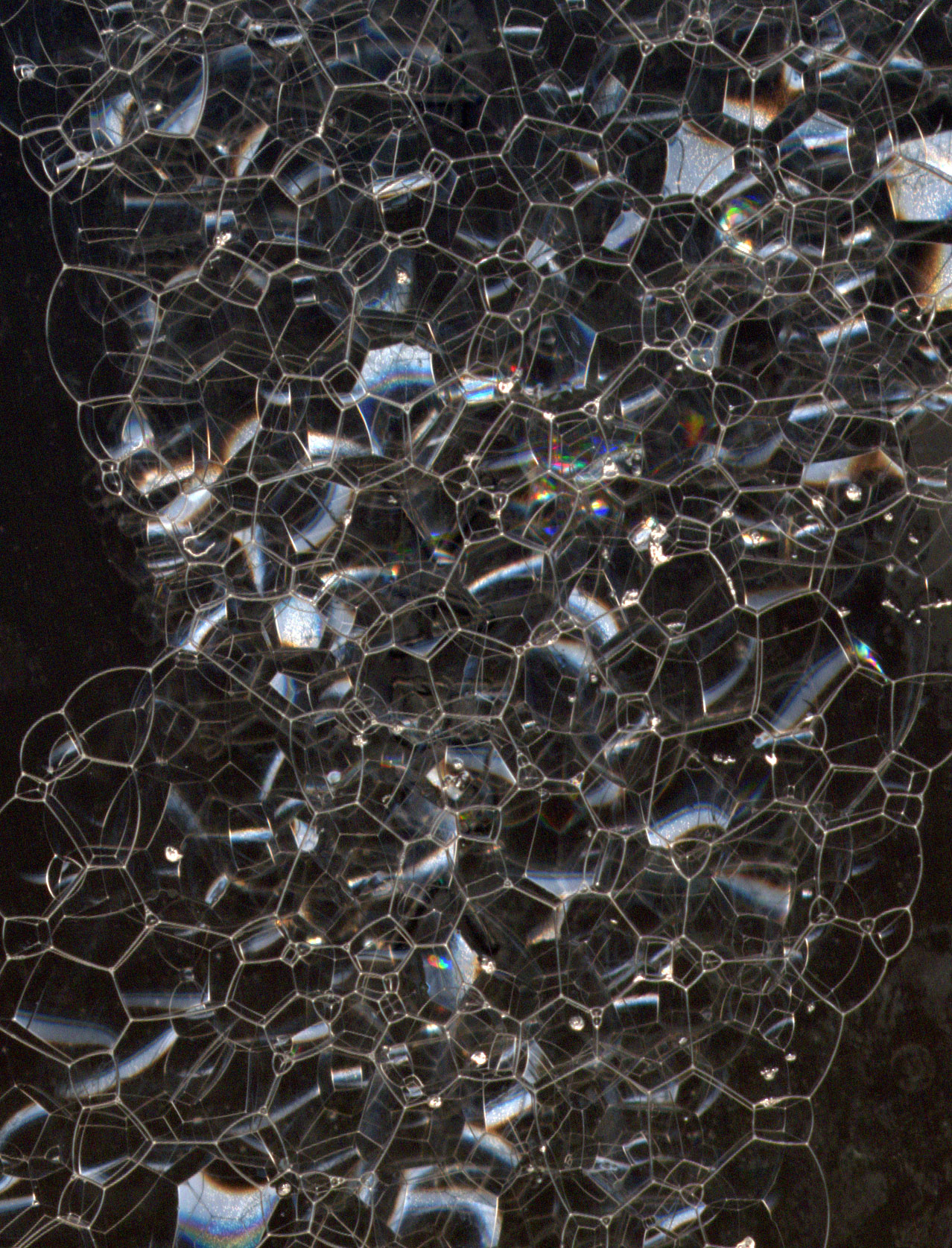
Une métaphore des écritures pali (SN 22.95) compare la forme et les sentiments à la mousse et aux bulles

Pour le 14e dalaï-lama, śūnyatā est l'enseignement le plus important qu'ait donné le Bouddha.

### Dans lebouddhisme theravāda
La vacuité, traduction de suññatā, enseigne que toutes les sensations, perceptions, la conscience sont dépourvues d'une personnalité (anātman) et dépourvues de permanence (anitya). Le terme de vacuité est traité dans plusieurs suttas, en tant que
- Qualité, caractéristique des choses ;
- Objet sur lequel est portée l'attention ;
- Contemplation de la vacuité : suññata vipassana.

De même, dans le Visuddhimagga, la vacuité correspond à l'absence de moi, ou anatta. La vacuité, dans le Theravāda, renvoie donc aux trois caractéristiques de l'existence :

« La simple expression « vide de soi » résume les mots « impermanent » (anicca), insatisfaisant (dukkha) et sans soi (anattā). Quand quelque chose est en perpétuelle évolution, dénué de tout élément permanent et stable, on peut aussi dire de lui qu’il est « vide ». »

— Buddhadasa Bhikkhu, Manuel pour l’Humanité, 1964
La vacuité correspond aussi à la voie moyenne bouddhique qui se place à distance des deux extrêmes que sont l'éternalisme et le nihilisme. Ajahn Brahm donne la comparaison du point mathématique :

« Un point n'a pas de taille : il est plus petit que tout ce qui est mesurable, et pourtant il est plus grand que rien du tout. Dans un sens, on ne peut dire qu'il existe, car il ne persiste pas, il n'est pas continu dans l'espace. Mais on ne peut dire qu'il n'existe pas, puisqu'il diffère clairement du "rien". Il est semblable à la nature instantanée de l'expérience consciente. Rien n'est permanent, donc ce n'est pas quelque chose, mais quelque chose se produit, donc ce n'est pas rien. »

Le thème de la vacuité apparaît dans le Suñña Sutta du Canon pâli : « Étant donné qu'il est dépourvu d'un soi ou de quoi que ce soit appartenant à un soi, on dit dans ce sens que le monde est vide ».
Le Cula-suññata Sutta y voit un objet de méditation : « Vous devez vous entraîner en disant : Entrant dans cette vacuité qui est complètement pure, incomparable et suprême, j'y demeure ». De même, Edward Conze souligne son aspect sotériologique :

« La vacuité n'est pas une théorie, mais une échelle qui mène vers l'infini. Une échelle est faite non pas pour qu'on en discute, mais pour qu'on y grimpe. C'est un concept pratique, qui incarne une aspiration, et non un point de vue. Elle ne sert qu'à nous aider à nous débarrasser de ce monde et de l'ignorance qui nous y attache. Elle n'a pas un sens unique, mais plusieurs sens, qui se dévoilent successivement par étapes au cours du processus par lequel on transcende le monde par la sagesse. »

— Selected Sayings from the Perfection of Wisdom, 1978
La vacuité fait également partie des trois samadhis, ou portes du nirvāṇa : vacuité, sans-signe (animitta), sans préhension (apranihita).

### Dans le bouddhisme mahâyâna
Dans le bouddhisme mahâyâna, la vacuité est l'objet de la Prajñaparamita, la Perfection de la Sagesse, groupe de sûtras du Mahâyâna portant sur la sagesse transcendante, centrée autour de la vacuité. Elle est notamment étudiée par Nagarjuna, qui a fondé ainsi l'école Madhyamaka qui repose entièrement sur la notion de vacuité. Entre autres, Nagarjuna énonce dix-huit formes particulières de vacuité, la principale, qui résume toutes les autres, étant la vacuité de tous les dharma (sarvadharmaśūnyatā).
En effet, dans sa Rātnavalī, Ārya Nāgārjuna dit que tant qu'on a l'appréhension des agrégats (ou phénomènes = dharmas), on aura une appréhension du soi personnel (skt. skandhagrāho yāvad asti, tāvad evāham ity api). C'est pourquoi ses ouvrages dialectiques s'emploient à déconstruire toute forme de réification.
Qu'est-ce qui est vide ? Et vide de quoi ? Ce sont des questions essentielles pour le Bouddhisme car les réponses sont d'un intérêt sotériologique incontournable.
Tout est vide, depuis le moindre grain de poussière jusqu'à tout l'univers et ce qui le caractérise.
Mais vide de quoi ?
Vide d'une existence intrinsèque, inhérente ou indépendante; vide d'une nature propre, résistant à l'analyse; vide de toute essence objective. De ce fait, cette vacuité et la Voie du Milieu qui l'enseigne, transcendent les extrêmes que sont l'éternalisme et le nihilisme :

« Assimiler l'absence d'être en soi à l'inexistence est une vue d'annihilation qui mène aux existences infortunées. D'autre part, surimposer un être en soi à la vacuité est une vue d'éternalisme qui perpétue le cycle. »

En effet, les choses existent mais pas de la manière dont elles nous apparaissent, pas en soi. C'est pourquoi cette ontologie typiquement bouddhiste est qualifiée de vacuité de soi (skt. svabhāva-śūnyatā, tib. rangtong).
Selon la branche très subtile Prāsaṅgika de la Voie médiane, l'existence de toutes choses est purement nominale (tib. ming tsam) car dépend d'un nom ou d'un concept (tokpai tak tsam) qui les désigne sur la base de leurs caractéristiques ou "base d'imputation" (tak shi).
Les enseignements très précis du Mahâyâna sur la vacuité ne sont que des développements du non-soi enseigné dans le Véhicule Fondamental car tout y est déjà inscrit explicitement ou implicitement. Le Prāsaṅgika Mādhyamika considère que les Arhats ont réalisé exactement la même vacuité profonde que les Bouddhas. La seule différence réside dans l'aspect vaste de la Voie.
Voir les nombreux enseignements du dalaï-lama, comme Se voir tel qu'on est, ou Cent Éléphants sur un brin d'herbe, entre autres.

### Quatre vacuités
1. Bhāva-śūnyatā : vacuité des choses substantielles
2. Abhāva-śūnyatā : vacuité des non-choses : l'espace, le nirvāṇa
3. Prakṛti-śūnyatā : vacuité de la nature inhérente
4. Parabhāva-śūnyatā : vacuité autre, soit le caractère transcendant des phénomènes.

### Dix-huit vacuités
Le Prajñaparamita sûtra expose seize vacuités que Candrakîrti commenta. D'autres textes en donnent 18 ou 20. Nagarjuna en distingue 18 :
1. Adhyātma-śūnyatā : vacuité des phénomènes internes (œil, oreille, nez et autres facultés des sens), vacuité du sujet
2. Bahirdha-śūnyatā : vacuité des phénomènes externes, perçus, vacuité de l'objet
3. Adhyātma-bahirdha-śūnyatā : vacuité interne et externe à la fois (la distinction entre interne et externe, entre sujet et objet, est illusoire)
4. Śūnyatā-śūnyatā : vacuité de la vacuité (la vacuité elle-même n'est pas une essence)
5. Mahā-śūnyatā : vacuité de l'immensité (vide et irréalité de l'espace) ou vide de la distinction entre conditionné et inconditionné (selon les interprétations)
6. Paramārtha-śūnyatā : vacuité de l'ultime (de la Vérité ultime, de la chose en soi : "le nirvana est vide de nirvana")
7. Samskṛta-śūnyatā : vacuité des phénomènes composés, qui existent de par la loi de causalité, voir coproduction conditionnée
8. Asamskṛta-śūnyatā : vacuité des phénomènes incomposés, incréés (l'espace, le nirvana)
9. Atyanta-śūnyatā : vacuité de ce qui est au-delà des extrêmes (du néant et de la permanence), vacuité de l'infini
10. Anavaragra-śūnyatā : vacuité de ce qui n'a ni commencement ni fin, le samsara, le temps, ou l'éternité
11. Anavakara-śūnyatā : vacuité de l'indestructible, ou de la dispersion, ou de la non-répudiation
12. Prakṛti-śūnyatā : vacuité de nature des phénomènes
13. Sarvadharma-śūnyatā : vacuité de tous les "dharmas" (phénomènes conditionnés ou inconditionnés)
14. Svalakṣana-śūnyatā : vacuité des caractères propres, de l'individuation
15. Anupalambha-śūnyatā : vacuité de l'inappréhendable, de l'imperceptible (aucune réalité ne peut être perçue dans les phénomènes)
16. Abhāva-śūnyatā : vacuité du non-être, des "non-choses"
17. Svabhāva-śūnyatā : vacuité de nature propre, de l'être
18. Abhāvasvabhāva-śūnyatā : vacuité de la nature propre et du non-être, l'opposition entre être et non-être est elle-même niée.

### Deux vacuités
L'anagārika Prajñānanda indique deux sens possibles pour la vacuité, exprimés par exemple dans des écrits tels que le Sūtra du Cœur :

« D'une part, la qualité phénoménale dénotant la non-essence des phénomènes ; mieux que par vacuité, elle pourrait se traduire par bulléité. Les phénomènes sont comparables à des bulles qui naissent, gonflent, se dégonflent ou crèvent. Cette notion de vacuité-bulléité est toujours à accoler à tathatā, la telléité, la quiddité. Chaque bulle est vide mais telle. La deuxième signification est ce que l'on pourrait appeler vacuité absolue, par exemple : « śūnyatāyam na rūpam, na vedanā, na samjñā, na samskāra, na vijñānam » (« dans la vacuité, il n’y a ni forme, ni sensation, ni notion, ni facteur d’existence ni connaissance discriminative »). La négation est totale. (Bouddhisme gnostique, 1981) »

Par négation totale, la Voie médiane ne nie pas l'existence des phénomènes ou leur existence relative, illusoire, mais par contre cette négation totale nie complètement toute nature propre ou intrinsèque des phénomènes. On pourrait dire qu'il y a de l'existence, mais pas d'essence. Les phénomènes ne sont pas niés, ce qui est nié est leur essence que nous concevons à tort et de manière innée comme intrinsèque ou indépendante. Et comme c'est l'existence indépendante des phénomènes qui est niée, leur existence dépendante ou purement nominale (tib. tokpai tak tsam) est affirmée. C'est pourquoi les deux types de vacuités exprimés par l'anagārika Prajñānanda sont unis en un seul par les tenants du Prāsaṅgika exégètes des Prajñāpāramitā Sūtras.
La distinction entre vacuité relative et vacuité absolue rejoint la distinction établie par Nagarjuna entre vérité conventionnelle et vérité absolue, distinction qui est elle-même conventionnelle. Plutôt que de parler de deux types de vacuités, on parlera de deux types de vérités :

« La première est la vérité absolue, la seconde celle de l'apparence. Destituées de la première, les choses vides d'être propre possèdent pleinement la seconde. Elles existent comme voile derrière lequel il n'y a rien, mais elles existent en tant que voile. La doctrine professée en deçà du voile affirme qu'il n'y a rien au-delà, en vérité absolue, mais professe aussi la vérité du voile en tant que tel. Selon le point de vue d'où elle envisage les choses, elle nie l'existence ou elle l'affirme. Elle se tient donc entre l'affirmation et la négation, dans une proposition moyenne d'où le nom qui le désigne couramment à côté de celui de śūnyavāda et qui vise précisément cette proposition : Madhyamaka, la Moyenne. (Jean Filliozat, Les philosophies de l'Inde, PUF, 1987) »

La vacuité relative des phénomènes ne constitue pas de façon ultime une nature propre,  vacuité de la vacuité, et le conditionnement ne peut être inconditionné : la non-dualité ne débouche pas sur un quelconque monisme, car s'il est vrai que les êtres sont vides, le non-être est vide, et l'Absolu lui-même est vide, et la distinction entre relatif et absolu n'a pas lieu d'être ultimement. Nous ne sommes donc pas différents de l'Absolu, et c'est pour cela qu'une libération (nirvāṇa) est possible :

« Tous les phénomènes sont semblables à un arc-en-ciel : exempts de toute réalité tangible. Une fois réalisée la vraie nature du réel, qui est d'être vide et pourtant de se manifester sous la forme du monde des phénomènes, l'esprit se libère de l'emprise de l'illusion. Quand vous saurez laisser vos pensées se dissoudre par elles-mêmes à mesure qu'elles surgissent, elles traverseront votre esprit de la même façon qu'un oiseau parcourt le ciel : sans laisser de trace. »

— Dilgo Khyentse Rinpoché
Cet Absolu n'a pas d'existence absolue car rien n'en possède ; c'est une réalité omniprésente et c'est en cela qu'on peut dire que nous ne sommes pas différents de cette réalité vide. Et en définitive, ni Nāgārjuna ni ses suivants prāsaṅgikas ne font de différence entre les deux types de vacuité car le fait de nier l'existence inhérente de la forme, par exemple revient à affirmer qu'elle existe bien mais seulement de manière dépendante.

Voir la fameuse stance bouddhique : 
Puisqu'il n'est rien qui ne soit dépendant,

Il n'est rien qui ne soit vide.
— Nāgārjuna, Madhyamakaśāstra (Madhyamakāvatāra (en)), stance 19 du Chapitre XXIV

## Dans l'hindouisme
Le bouddhisme n'est pas la seule doctrine à avoir développé la notion de vacuité. Certaines écoles hindoues y font aussi référence. Le shivaïsme du Cachemire a particulièrement développé cette notion. Par exemple, le Vijñāna Bhairava Tantra affirme :

« Tout cet univers est privé de réalité à l’image d’un spectacle fictif. Quelle est la réalité d’un tel spectacle ? Si l’on est fermement convaincu de cette vérité, on acquiert la paix. Comment y aurait-il connaissance ou activité pour un Soi affranchi de toute modalité ? Les objets externes dépendent de la connaissance et partant de là, ce monde est vide. (traduction Lilian Silburn) »

Pour eux, la vacuité est une étape nécessaire, mais non suffisante. Elle est destinée à être dépassée. Il y a donc plusieurs stades de vacuité allant de l'inférieur (à commencer par le sommeil profond), aux stades supérieurs. Il y aurait sept sortes de vide, exposés dans un écrit tel que le Svacchandatantra :
- le vide inférieur : il "met fin aux impressions de dualité à l'égard de sa personne limitée et de son corps" ;
- le vide intermédiaire : pure conscience de soi, "samâdhi actif de pure intériorité", "intuition du quatrième état (nirvikalpasamâdhi)" ;
- le vide supérieur : le Je purifié met fin aux limites individuelles, le Soi se révèle ;
- le vide universel de l'énergie omnipénétrante : "harmonie spontanée entre vie intérieure et vie extérieure", vyoman ou immensité cosmique ;
- le vide de l'égalité (samanâ) : "fondement apaisé de la manifestation universelle", "énergie impassible et égale" ;
- le vide supramental (unmanâ) : "non-vide absolu qui élimine le vide et son opposé" ;
- le septième vide : "le Vide parfait, l'absolu, la plénitude, la félicité cosmique, Paix suprême ou Paramaçiva non-différent de sa libre énergie".

La vacuité y est conçue comme une sorte de vide ou de trou caractéristique d'un développement insuffisant de la conscience. Il vaut donc mieux ne pas s'y attarder, ou bien on risque de s'y perdre sans remède.
C'est ainsi qu'ils ont développé un principe critique de la vacuité bouddhiste contre laquelle ils ont adressé de sévères mises en garde. Cependant, la définition utilisée varie entre les deux mouvements : tandis que les bouddhistes considèrent la vacuité comme étant la véritable nature des choses, le shivaïsme du Cachemire la considère comme un moyen de développement spirituel. Bien que les termes soient semblables, ils ne recouvrent pas les mêmes concepts.
En effet, ce qui est nommé "vacuité" n'est pas forcément cette négation non-affirmative (prasajya-pratiseddha) ou cette vacuité de soi (skt. svabhava-shunyata) dont parle le bouddhisme avec surtout sa philosophie conséquentialiste de la Voie Médiane (Prasangika-Madhyamika). D'un point de vue hindouiste, on peut être dans un vide mais ce vide peut tout simplement être une vacuité d'altérité (parabhava-shunyata), une vacuité qui nie des phénomènes autres que l'objet vide, mais pas forcément la vacuité de nature propre de cet objet.
Dans son Brahmasutrabhasya, Shankara ne cherche même pas à réfuter la vacuité bouddhique, alors même qu'il tente longuement de réfuter deux autres conceptions bouddhiques, celles des Sarvāstivādins et celle des Vijnanavadins :

« Pour ce qui est du troisième point de vue, celui des Sunyavādins (Mādhyamakas), qui soutiennent que tout est vide (sunya), il ne mérite pas discussion, car les pramanas réfutent clairement cette thèse, et les Sunyavādins n'ont avancé aucune nouvelle raison positive pour justifier leur point de vue. »

Les maîtres védantistes (par exemple Swâmi Siddheswarânanda) évoquent occasionnellement la vacuité bouddhique, en la rapprochant de l'expérience mystique de nirvikalpa samadhi :

« Le nirguna-brahman du Vedānta et le "sūnya" des Mādhyamikas se réfèrent vraisemblablement à la même expérience spirituelle que nous appelons "nirvikalpa samādhi". »

## Critique

### Critique par la philosophie hindoue Nyâya
La philosophie hindoue Nyâya réfute la vacuité de tous les objets, vue comme un idéalisme sans lien avec la réalité :

« Si toute chose était une non-entité, en disant "vache", c'est une absence, quelque chose d'inexistant qui serait perçu, qui serait signifié par le mot "vache". Mais du fait qu'en employant le mot "vache", c'est bien une substance particulière positive et non quelque chose d'inexistant que l'on signifie, il s'ensuit que < ta thèse > n'est pas légitime. (…) < Si tu veux dire que les choses sont inexistantes >, pourquoi ne pas dire : "Un cheval est un non-cheval, une vache est une non-vache" ? Puisque tu ne peux pas le dire, le caractère positivement existant d'une substance particulière sous sa propre forme est établi. »

— Vâtsyâyana, Nyâya-Bhâshya.
La philosophie Nyâya conteste la vacuité en affirmant aussi que les choses et le monde ont une existence réelle, que l'impermanence est relative, que la cause unique et originelle perdure, est la source de tout, qu'il y a une continuité unifiante et organisatrice de la multitude des parties ; pour la philosophie Nyâya, il est illogique de prôner une vacuité où « l'existant naît du non-existant parce que < rien > ne saurait apparaître sans détruire < sa cause > ». S'il y a bien des séquences, celles-ci se forment à partir d'une substance qui se maintient au sein des changements visibles ou subtils et en est le fondement primordial ; Vâtsyâyana prend ainsi l'exemple de la graine et de la pousse :

« Les parties de la graine (…) perdent leur première structure, accèdent à une autre et c'est à partir de cette nouvelle < structure > que naît la pousse. On observe d'ailleurs que les parties constituantes et leur conjonction sont bien les causes de l'apparition de la pousse. (…) Par conséquent, il n'est pas vrai que quelque chose apparaît à partir de rien. De surcroît, il n'y a pas d'autre cause à l'apparition de la pousse que les éléments constitutifs de la graine et il faut admettre la règle selon laquelle < une pousse > a une graine comme cause substantielle. »

— Le Nyâya-Bhâshya d'Akshapâda Pakshilasvâmin.

## Citations
- Dans le bouddhisme, personne ne va nulle part, puisque la "personne" n'existe pas, et que le monde étant un tout, on ne peut aller "nulle part", il s'agit seulement d'être pleinement au monde, un monde vide de distinctions, un monde blanc. Vivre et voyager ainsi, c'est suivre le chemin du vide (sûnyavâda). (Kenneth White, La figure du dehors, Grasset, 1982)
- Vacuité de vacuité, tout n'est que vacuité et délices de l'âme immobile. (Prajñānanda)
- La vérité ultime, c'est la vacuité. La vacuité n'est pas le néant, mais l'absence d'existence inhérente. Notre esprit de saisie du soi projette fallacieusement l'existence inhérente sur les phénomènes. Tous les phénomènes apparaissent naturellement à notre esprit comme existant de façon inhérente, et ne réalisant pas que cette apparence est fallacieuse, nous y croyons instinctivement et croyons que les phénomènes existent de façon inhérente, ou vraiment. C'est la raison fondamentale pour laquelle nous sommes dans le samsara. (Guéshé Kelsang Gyatso, Introduction au bouddhisme, 2003)
- Ce que les bouddhistes appellent la vacuité, ce n'est pas le vide inerte, le fait qu'il n'y ait dans le monde que néant, c'est l'espace ouvert, frayé par la mise à l'écart, à la limite, de l'affirmation comme de la négation. Évidemment, de cette vérité ultime qu'est la vacuité, il n'y a rien à dire. (Roger-Pol Droit, Des idées qui viennent, O. Jacob, 1999)
- L’absolu n’est ni existant ni non-existant, ni à la fois existant et non-existant, ni différent à la fois de l’existence et de la non-existence. Pour le Madhyamaka, la raison et le langage ne s’appliquent qu’au monde fini. Transférer des catégories finies au monde infini serait comme tenter de mesurer la chaleur du soleil avec un thermomètre ordinaire. De notre point de vue, l’absolu n’est rien. On l’appelle sûnyam, car aucune catégorie liée aux conditions du monde n’est adéquate pour le décrire. L’appeler être est une erreur, car seules des choses concrètes existent. L’appeler non-être est également une erreur. Il vaut mieux éviter toute description. La pensée fonctionne de manière dualiste, et ce qui est, est non-dual (advaita)[16].
- Il se peut qu'il nous arrive de percevoir l'absence de l'ego d'un seul coup d'œil. Mais nous n'accepterions pas une vérité aussi simple. En d'autres termes, il nous faut apprendre à désapprendre. L'ensemble du processus consiste à défaire l'ego. On commence par apprendre à traiter les pensées névrotiques et les émotions. Puis, les concepts erronés sont balayés par la compréhension de la vacuité, de l'ouverture. C'est l'expérience de śūnyatā. (Chogyam Trungpa, Pratique de la voie tibétaine - Au-delà du matérialisme spirituel)